# Astrantia bavarica
Astrantia bavarica là một loài thực vật có hoa trong họ Hoa tán. Loài này được Schult. mô tả khoa học đầu tiên năm 1858.